# 志摩三商会
志摩三商会（しまさんしょうかい）は、明治維新にかけて三田藩が教育などの藩政改革の一環として設立した貿易商社である。

## 概要
三田藩主となった九鬼隆義は、幕末の動乱の中で西洋式兵制を導入するなど藩政改革を行い、廃藩置県後慶應義塾に学んだ元家老の白洲退蔵を中心にして神戸に初の外国薬品などを扱うことを看板とする貿易商社、志摩三商会を設立した。
三田藩は当初佐幕派を標榜していたが、次第に薩長派に転じて討幕を標榜するようになった。福澤諭吉の友人でもあった藩医・川本幸民はまず藩政改革の中心として英蘭塾を充実させた洋学校の設立を行った。川本幸民は藩主の九鬼隆義に福澤諭吉を紹介し、それ以来福澤は手紙などを通じて洋学校の経営に助言を行い、洋書・機械類を門下の早矢仕有的の丸屋（現丸善）に用意させるなど運営に参画するようになった。また諭吉は隆義に『世界国尽』を贈呈するなど親しい関係になり、三田藩は前田泰一・武藤敬蔵・澤茂吉・川面弘・九鬼隆一などを慶應義塾で学ばせていった。
そして明治6年（1873年）3月に、九鬼隆義は福澤諭吉の助言に従い小寺泰次郎、白洲退蔵らと共に外国の医薬品を中心に食料品・雑貨・薬種などを販売する輸入商社『志摩三商会』を設立した。白洲退蔵の横浜正金銀行への官吏転進や支配人の交代などもあり、明治25年（1892年）に九鬼家に返納された。のちも福澤は九鬼家に、出自である中津藩の奥平家と同様に一層の配慮をしていたばかりでなく、慶應義塾創設にあたっては、九鬼家からの大きなバックアップがあった。

## 主な社員
- 白洲退蔵
- 前田泰一
- 村上俊吉